# Rote Wüste
Rote Wüste ist ein italienisches Filmdrama des Regisseurs Michelangelo Antonioni aus dem Jahr 1964 mit Monica Vitti und Richard Harris in den Hauptrollen. Die Außenaufnahmen entstanden in der italienischen Stadt Ravenna und auf Sardinien, die Innenaufnahmen in den Incir De Paolis Studios Rom. In der Bundesrepublik Deutschland kam der Film das erste Mal am 4. Dezember 1964 in die Kinos.

## Handlung
Inmitten von Ravennas Hochöfen, Silos, Maschinenhallen und Hafenanlagen lebt die sensible Giuliana mit ihrem Mann Ugo, einem Ingenieur, und ihrem kleinen Sohn Valerio. Die in ihrer Zweckmäßigkeit, Kälte und Unpersönlichkeit abschreckende Umgebung und die Unfähigkeit, sich diesen Lebensumständen beruflich und sozial so anzupassen wie ihr Mann, riefen bei der jungen Frau eine Neurose hervor. Wachträume, Zwangsvorstellungen und die tiefgreifende Angst vor der inneren Leere bringen Giuliana in eine verzweifelte Lage. Ein Selbstmordversuch (vor Beginn der Handlung) schlug fehl, hilflos und unverständig steht Ugo den Nöten seiner Frau gegenüber. Nur Corrado, ein Freund Ugos, scheint für sie Verständnis zu haben. Ein kurzes, aber leidenschaftliches Liebesverhältnis zu Corrado stürzt Giuliana in noch größere Verwirrung.

## Auszeichnung
1964 wurde der Film bei den Internationalen Filmfestspielen von Venedig mit dem Goldenen Löwen ausgezeichnet.

## Kritiken
„Antonioni verfolgt in seinem ersten Farbfilm die thematischen und formalen Ansätze aus «Die mit der Liebe spielen», 1959, «Die Nacht», 1960 und «Liebe 1962» (1961) auf neuer Ebene weiter: Die Sinnkrise ist radikal; nach dem Verlust von religiösen, emotionalen und sozialen Bindungen bleibt nur die sinnliche Oberfläche der Dinge, deren Poesie erst erlernt und deren «Sinn» erst gefunden werden muß. Antonioni beschreibt die Entfremdung der Heldin mit Hilfe einer bewußt irrealen Farbdramaturgie, die das Dämonische, aber auch das Faszinierende der industriellen Wahrnehmungswelt hervorhebt; die Bewältigung dieses Zwiespalts erscheint im Film als Voraussetzung zum Überleben.“

„Antonionis hochsensibler Versuch einer Analyse der seelischen Reaktionen einer Frau, die inmitten moderner Industrieanlagen sich nicht mehr zurechtfindet. Von großer Ernsthaftigkeit und formaler Meisterschaft geprägte Studie, die zum Nachdenken bereiten Erwachsenen nachdrücklich empfohlen werden kann.“

„Prädikat «Wertvoll»“